# Méliphage festonné
Acanthorhynchus superciliosus
Espèce
Statut de conservation UICN

 LC  : Préoccupation mineure
Le Méliphage festonné (Acanthorhynchus superciliosus) est une espèce de passereaux méliphages des landes et des bois du sud-ouest de l'Australie-Occidentale.

## Description
Il mesure environ quatorze centimètres de long, et pèse environ dix grammes. Il a la tête noire, les ailes et le dos gris avec une bande rouge derrière le cou et du cou à la poitrine. Il a des bandes blanches derrière le bec et les yeux. Il a une long bec fin courbé vers le bas.
Son cri est un sifflement rapide et aigu qui devient beaucoup plus doux dans ses périodes d'alimentation.

## Alimentation
Comme les autres méliphages, il se nourrit de nectar. Il tend à obtenir son nectar des arbustes plus petits que ceux utilisés par les autres méliphages, notamment les Banksias, Dryandras, Grevilleas, Adenanthos et Verticordias. Il se nourrit du nectar des fleurs d'arbres de Banksias et d'Eucalyptus, et de fines herbes telles que les Anigozanthos. En plus de nectar, il se nourrit d'insectes qu'il capture en l'air ou sur les plantes.

## Reproduction
Il se reproduit de janvier à septembre, dans un nid fait d'écorces, de tiges de plantes, de duvet et de toile d'araignée. Il pond un ou deux œufs par saison, et, en général, c'est la femelle qui les couve.